# 核磁気共鳴デカップリング
核磁気共鳴におけるデカップリング（または双極子デカップリング、Dipolar Decoupling、DD）とは、双極子相互作用と化学シフト異方性を取り除くためにRF磁場を照射する操作のこと。
1Hは大きな磁気モーメントを持つため、13Cなどに対して局所磁場を誘起し、13Cに線幅の広がりを与える（異核種間双極子相互作用）。そこで強い高周波磁場を1Hに照射すると、1Hスピンは高速で反転し、13Cにおける局所磁場がゼロに平均化される。

## 概要
デカップリングは溶液のNMRにおいては1Hと13Cなどの異種核間のJ結合を、固体においては1Hと他の核(1H-X)間の異種各感の双極子相互作用およびJ結合を消去して、Xスピンを観測するために用いられている。具体的には1HにRF磁場を照射し1Hスピンの上向きスピン状態と下向きスピン状態都の間に遷移を起こす。ゼーマンエネルギー準位間の遷移により1Hの磁化が反転すると、その1Hが近傍のXスピンの位置に作る局所磁場も反転する。反転の速度が1H-Xの双極子相互作用の大きさよりも早ければ、Xが感じる平均的な1Hの局所磁場はゼロになる。つまりこの相互作用による線幅と分裂は消去される。
反転の速度は照射したRF磁場の強度で決まり、1Hの場合10Gで約43kHzである。従って固体では通常、数100Wのアンプを用いて20G程度の強度の照射を行う。溶液の場合はJ結合の値が数10Hzと小さいために、固体のような高強度の照射は必要ない。溶液における13C測定でのJ結合のカップリングに比べると、双極子結合が強いために高出力なラジオ波磁場が必要である。
デカップリングは1Hへの照射がオンレゾナンスの時に最も効果的になる。つまりメチレン炭素を細くしたければその共鳴周波数に1Hの照射位置を設定する。芳香環炭素が主目的なベンゼンの1Hあたりに合わせる。
いろいろ混ざっている時にはどうしてもオフレゾナンスな1Hが存在し、デカップリングが不十分になることがある。特に高磁場ではオフレゾナンスの影響が大きくなる。オフレゾナンスの場合のデカップリングによる線幅は⊿ν2/ν12に比例する。ここで⊿νは照射周波数と対象の1Hの共鳴周波数との差（オフセット）であり、ν1は周波数単位の照射強度である。従って強度H1は装置を壊さない程度まで大きくした方がいい。また単純な照射ではなく周波数や位相、強度を工夫してオフレゾナンスでも効率のよい広域的なデカップル法が開発されている。そのような方法としては、例えば溶液ではWALTZ-16法やWURST法など、固体ではTPPM法やXiX法などがある。

## 理論
異種核で相互作用しているI-SスピンのIスピンにRF磁場を照射したとき、ハミルトニアンは双極子相互作用とRF磁場とのゼーマン相互作用の和で表される。
{\displaystyle H=AI_{Z}S_{Z}+\omega _{1}I_{Y}}
ここでω1はRF磁場強度(rad/s)、Aは双極子相互作用の大きさ(rad/s)である。
スピン系の時間発展演算子を、RF磁場とのゼーマン相互作用部分U0(t)と双極子相互作用部分U1(t)に分離すると、
{\displaystyle U(t)=U_{0}(t)U_{1}(t)}
{\displaystyle U_{0}(t)=e^{-i\omega _{1}I_{Y}t}}
{\displaystyle U_{1}(t)=Te^{-i\int _{0}^{t}H_{D}(t)dt}}
{\displaystyle H_{D}(t)=U_{0}^{-1}AI_{Z}S_{Z}U_{0}=AS_{Z}(I_{Z}\cos \omega _{1}t+I_{X}\sin \omega _{1}t)}
{\displaystyle H_{D}}はω1t=0～2πで積分するとゼロになる。
つまり双極子相互作用が平均されてゼロになる。これがデカップリングである。デカップリングはRF照射強度ω1が双極子相互作用の大きさAより大きい場合にその効果がスペクトルに現れる。つまりAという大きさの相互作用がスペクトルに与える影響よりもω1の振動による平均化が速い場合には平均化が有効になる。